# Metawiskunde
Metawiskunde is de studie van wiskunde aan de hand van wiskundige modellen. Uit dergelijke disciplines komen metatheorieën voort, in dit geval wiskundige theorieën met betrekking tot andere wiskundige theorieën. Metawiskundige metastellingen werden in de 19e eeuw nog onderscheiden van gewone wiskundige stellingen in verband met de grondslagencrisis in de wiskunde. De paradox van Richard uit 1905 is een goed voorbeeld van de problemen, die zich als gevolg van tegenspraak kunnen voordoen, wanneer wiskunde niet van metawiskunde wordt onderscheiden.
De term metawiskunde wordt ook gebruikt voor bepaalde elementaire onderdelen van de formele logica, in het bijzonder de propositielogica en de predicatenlogica.

## Geschiedenis
De metawiskunde was aanvankelijk nauw verbonden met de wiskundige logica. Aan het eind van de 19e en het begin van de 20e eeuw was er zeer veel overlap tussen beide disciplines. De wiskundige logica heeft zich uiteindelijk toegespitst op de verzamelingenleer, de recursietheorie en de pure modeltheorie, zaken die niet rechtstreeks verband houden met de metawiskunde.
Gottlob Frege was een van de eersten die over metawiskundige kwesties nadacht. Dit deed hij met name in zijn Begriffsschrift. Later was David Hilbert in zijn programma de eerste die de term "metawiskunde" met enige regelmaat gebruikte, als een soort synoniem van bewijstheorie maar dan met betrekking tot de studie van diverse wiskundige stellingen en axioma's. De metawiskunde is verder vooral uitgewerkt door Alfred Tarski en Kurt Gödel die in zijn onvolledigheidstellingen bewees dat er geen axiomatische methode bestaat die haar eigen consistentie kan bewijzen, zoals wel door Hilbert was geopperd. In iets mindere mate hebben ook Bertrand Russell, Thoralf Skolem, Emil Post, Alonzo Church, Stephen Kleene, Willard Van Orman Quine, Paul Benacerraf, Hilary Putnam, Gregory Chaitin, Gerhard Gentzen en Paul Lorenzen zich met de ontwikkeling van de metawiskunde in combinatie met andere disciplines beziggehouden. Zo koppelde Church bijvoorbeeld beslisbaarheid aan de predicatenlogica en recursie aan berekenbaarheid. 
Gödel voerde bewijs aan dat er bij een bepaald aantal axioma's met betrekking tot de Peano-rekenkunde ware uitspraken gedaan kunnen worden zonder dat deze uitspraken aan de hand van de axioma's van Peano kunnen worden bewezen. Dit is bekend geworden als de onvolledigheidsstellingen van Gödel. Tot op heden wordt dit door velen gezien als de grootste prestatie op zowel het gebied van de metawiskunde als van de filosofie van de wiskunde. Andere mijlpalen in de metawiskunde zijn het Entscheidungsproblem van Hilbert en het T-schema van Tarski geweest.